# Gamjatang
Gamjatang ist ein koreanischer Eintopf (oder Suppe), der typischerweise mit Schweineknochen, Kartoffeln und Sesamblättern gekocht und zu einer Schüssel heißem Reis serviert wird. Das Gericht soll seinen Ursprung im Hafengebiet von Incheon haben, wo es am Ende des Arbeitstages gegessen wurde, oft mit einem Schuss koreanischem Alkohol, dem Soju. Meist werden Stücke von der Schweinewirbelsäule für Gamjatang verwendet und mitserviert, wobei das noch daran hängende Fleisch mit den Essstäbchen oder der Gabel abgepflückt wird. Weitere Zutaten neben Kartoffeln und Sesamblättern sind Frühlingszwiebeln, Rettichblätter, Zwiebeln, Ingwer, Knoblauch, Reiswein, Chili und Sojasauce.

## Sonstiges
Der Name „Gamjatang“ ist ein Wortspiel. Gamja bedeutet Kartoffeln, aber das Gericht ist eigentlich nach den Schweinerückenknochen benannt, die auch Gamja genannt werden. Das Gericht verbreitete sich von Incheon in ganz Korea. Einige Restaurants kochen die Knochen für Gamjatang die ganze Nacht durch, was eine reichhaltige Brühe ergibt, und servieren es in den Morgenstunden.